# Topornik z Nowego Orleanu
Topornik z Nowego Orleanu (ang. The Axeman of New Orleans) – seryjny morderca czynny w Nowym Orleanie (i okolicznych miejscowościach, w tym Gretnie) od maja 1918 roku do października 1919 roku. W szczytowym okresie wywołanej przezeń paniki prasa donosiła o podobnych morderstwach dokonanych już w 1911 roku, ale ostatnie badania wykazały, że te sprawozdania należy postawić pod znakiem zapytania.

## Tło
Pseudonim zabójcy wziął się z jego modus operandi - sprawca atakował swe ofiary toporem. W niektórych przypadkach Topornik najpierw otwierał siekierą drzwi do mieszkania ofiary. Zabójca nie został schwytany ani zidentyfikowany, chociaż morderstwa ustały równie tajemniczo, jak się zaczęły. Tożsamość mordercy jest nieznana do dziś, mimo że proponowano różne rozwiązania.
Nie wszystkie ofiary Topornika umierały, ale brutalność i zupełna przypadkowość jego ataków terroryzowała społeczeństwo. Niektóre wczesne ofiary mordercy to Amerykanie włoskiego pochodzenia, w szczególności syn Pietro Pepitone, który kilka lat wcześniej zabił szantażystę, członka Black Hand, Paula Di Cristinę (Paolo Marchese); gazety donosiły, że w to zabójstwo mogła być zamieszana mafia (podobnie jak w przypadku Shotgun Mana).
Jednakże późniejsze przestępstwa wyraźnie nie pasowały do tego profilu, ponieważ ujmowały znacznie szerszą część społeczeństwa. Do ofiar Topornika należały m.in. kobieta w ciąży czy dziecko zabite w ramionach swojej matki. Wydaje się, że sprawca czerpał inspirację z Kuby Rozpruwacza, ponieważ on (bądź ktoś podający się za niego) wysyłał gazetom kpiące listy, w których pisał o przyszłych zbrodniach i twierdził, że jest nadprzyrodzonym demonem "z piekieł".
13 marca 1919 roku w gazetach został opublikowany list, rzekomo od mordercy. W liście Topornik napisał, że ponownie zabije kwadrans po północy 19 marca, ale nie zabije w miejscach, gdzie grupy muzyczne będą grały jazz. W nocy z 18 na 19 marca wszystkie sale taneczne w Nowym Orleanie były wypełnione do granic możliwości, a zespoły zawodowe i amatorskie grały jazz w setkach domów w mieście. Nikt nie zginął tamtej nocy.
Nie wszyscy zostali zastraszeni przez Topornika. Niektórzy dobrze uzbrojeni obywatele za pośrednictwem gazet wysyłali mordercy zaproszenia, by ten odwiedził ich domy i przekonał się, kto zginie pierwszy. W jednym zaproszeniu zapraszający obiecywał zostawić Topornikowi otwarte okno, uprzejmie prosząc o nieuszkodzenie drzwi.

## Podejrzani
Colin Wilson spekulował, że Topornikiem mógł być Joseph Momfre, mężczyzna zastrzelony w 1920 roku w Los Angeles przez wdowę po Mike'u Pepitonie, ostatniej znanej ofierze Kata. Teoria Wilsona była później często powtarzana. Jednakże Michael Newton przeszukał dokumenty policji i sądów oraz archiwalne numery gazet z Nowego Orleanu i Los Angeles i nie znalazł żadnego dowodu, że człowiek nazwiskiem "Joseph Momfre" (lub podobnym) został zaatakowany bądź zabity w Los Angeles. Newton nie znalazł także żadnych informacji, że pani Pepitone (gdzieniegdzie identyfikowana jako Esther Albano, a gdzie indziej jako "kobieta, która utrzymywała, że jest wdową po Pepitone") została aresztowana, sądzona lub skazana za takie przestępstwo, a nawet, że przebywała w Kalifornii. Newton zaznaczył, że nazwisko "Momfre" i jego warianty nie było w czasie zbrodni niezwykłym nazwiskiem w Nowym Orleanie. Newton przyznał, że rzeczywiście w Nowym Orleanie mogła przebywać osoba nazwiskiem Joseph Momfre lub Mumfre mająca przeszłość kryminalną bądź powiązana z przestępczością zorganizowaną, ale dane z tamtego okresu nie pozwalają na potwierdzenie tej informacji. Podkreślił także, że wyjaśnienia Wilsona są miejską legendą, i obecnie nie ma więcej dowodów na tożsamość mordercy aniżeli w czasie zabójstw.
Jedna z domniemanych "wczesnych" ofiar Topornika, włoska para nazwiskiem Schiambra, została zastrzelona przez intruza w ich domu w Lower Ninth Ward wczesnym rankiem 16 maja 1912 roku. Mężczyzna przeżył, a kobieta zginęła. W relacjach gazet główny podejrzany miał nazwisko "Momfre". Chociaż modus operandi sprawcy był inny niż Topornika, to wtedy po raz pierwszy pojawiło się powiązanie Momfre z niezidentyfikowanym mordercą.

## Ofiary
1. Joseph Maggio – Włoch, właściciel sklepu spożywczego. Został zaatakowany w nocy 22 maja 1918 roku, gdy spał obok żony, Catherine w ich domu na rogu ulic Upperline i Magnolia. Przeżył atak, ale zmarł kilka minut po przybyciu jego braci, Jake'a i Andrew, którzy ze swojego mieszkania po drugiej stronie ulicy usłyszeli krzyki ofiar.
2. Catherine Maggio – żona Josepha Maggio. Także została zaatakowana w nocy 22 maja 1918 roku. Zabójca przeciął gardła Josepha i Catherine brzytwą, potem zaś rozłupał im głowy siekierą. W wypadku pani Maggio rany szyi były tak głębokie, że jej głowa została nieomal odcięta od ciała.
3. Louis Besumer – także właściciel sklepu spożywczego, zaatakowany wczesnym rankiem 6 czerwca 1918 roku wraz z kochanką Harriet Lowe. Został uderzony siekierą w prawą stronę głowy, tuż nad skronią. Mimo tych ciężkich obrażeń przeżył atak. Ponieważ Lowe wskazała go jako napastnika, został aresztowany. Spędził za kratami dziewięć miesięcy, by zostać uniewinnionym przez przysięgłych po dziesięciominutowej naradzie.
4. Harriet Lowe – zaatakowana podczas przebywania w łóżku z Louisem Besumerem. Zabójca uderzył ją siekierą w lewą stronę czaszki, co wprawdzie nie zabiło pani Lowe, wywołało jednak częściowy paraliż twarzy. Lowe zmarła 5 sierpnia 1918 roku, dwa dni po operacji w trakcie której chirurdzy starali się usunąć paraliż.
5. Pani Schneider – zaatakowana wczesnym wieczorem 5 sierpnia 1918 roku. W czasie ataku była w ósmym miesiącu ciąży. Uświadomiła sobie nagle, że stoi nad nią ciemna postać, po czym została kilkakrotnie uderzona w twarz siekierą. Została znaleziona przez męża, który wracał z pracy. W szpitalu doszła do zdrowia, a trzy tygodnie po ataku urodziła zdrową dziewczynkę.
6. Joseph Romano – starszy mężczyzna mieszkający wraz z dwiema siostrzenicami, Pauline i Mary Bruno. 10 sierpnia 1918 roku dziewczęta zostały obudzone przez dziwne odgłosy, dochodzące z sypialni wuja. Gdy tam weszły, ujrzały uciekającego przez okno krępego osobnika o ciemnej karnacji, odzianego w ciemne ubranie i kapelusz z szerokim rondem. Pan Romano, mimo że ciężko ranny w głowę, był w stanie przejść o własnych siłach do wezwanej karetki, jednak dwa dni później zmarł w szpitalu. Śledczy znaleźli na podwórzu zakrwawioną siekierę, odkryli też, że sprawca dostał się do domu zrobiwszy dziurę w tylnych drzwiach.
7. Charles Cortimiglia – imigrant mieszkający wraz z żoną i dzieckiem na rogu Jefferson Avenue i Second Street w Gretnie. W nocy 10 marca 1919 roku sąsiad Cortimigliów, sklepikarz Iorlando Jordano, zaalarmowany dochodzącymi z ich mieszkania krzykami przybiegł na ratunek, by zastać tam ranną w głowę Rosie, tulącą do siebie ciało córeczki, Mary. Charles Cortimiglia leżał na podłodze, krwawiąc ze strzaskanej czaszki. Oboje odwieziono do Charity Hospital.
8. Rosie Cortimiglia – żona Charlesa Cortimiglii. Została zaatakowana wraz z mężem w trakcie snu 10 marca 1919 roku, mając dziecko w rękach. Została ciężko ranna, ale przeżyła atak.
9. Mary Cortimiglia – dwuletnia córka Charlesa i Rosie Cortimigliów. Została zamordowana 10 marca 1919 roku w trakcie snu w rękach jej matki, otrzymawszy jeden cios w kark.
10. Steve Boca – właściciel sklepu spożywczego, zaatakowany siekierą przez intruza w trakcie snu 10 sierpnia 1919 roku. Boca przeżył atak. Intruz dostał się przez tylne drzwi, tak jak w przypadku innych ataków Kata.
11. Sarah Laumann – dziewiętnastoletnia kobieta, zaatakowana w nocy 3 września 1919 roku. Otrzymała liczne ciosy siekierą w głowę, straciła również kilka zębów, mimo tego udało jej się przeżyć. Nie pamiętała niczego, co wydarzyło się podczas tamtej nocy.
12. Mike Pepitone – zaatakowany w nocy 27 października 1919 roku. Jego żona została zbudzona przez hałas i dotarła do drzwi jego sypialni w momencie, w którym Kat uciekał. Pepitone został przewieziony do szpitala, gdzie zmarł.

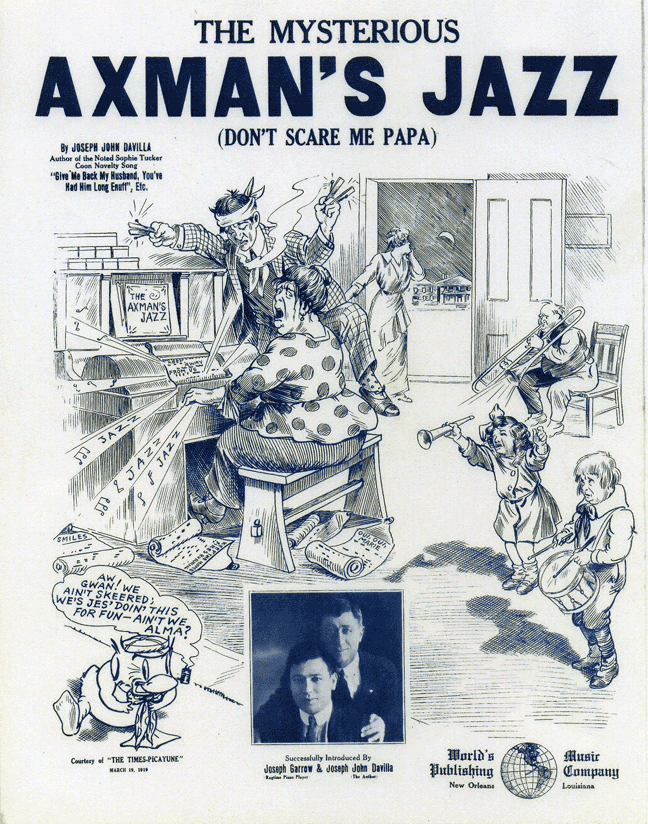
Okładka zeszytu z nutami z 1919 roku

## Topornik w kulturze masowej
W 1919 roku lokalny autor melodii, Joseph John Davilla, napisał piosenkę "The Mysterious Axman's Jazz (Don't Scare Me Papa)". Zeszyt z nutami został wydany przez World's Music Publishing Company, firmę z siedzibą w Nowym Orleanie. Okładka przedstawiała rodzinę z przerażonymi spojrzeniami, grającą muzykę.
W 1945 roku wydano książkę Gumbo Ya-Ya, A Collection of Louisiana Folk Tales, w której pojawił się rozdział pt. "Axeman's Jazz". W książce pojawiła się również reprodukcja okładki zeszytu z nutami z 1919 roku.
Autorka Julie Smith w jej powieści The Axeman's Jazz z 1991 roku zastosowała fikcyjną wersję dokonań Topornika.
Zabójstwa Topornika są również wspomniane w noweli "Mussolini and the Axeman's Jazz" z 1997 roku autorstwa Poppy Z. Brite.
Australijska rockowa grupa muzyczna Beasts of Bourbon w 1990 roku wydała album The Axeman's Jazz.
W powieści Opętani Chucka Palahniuka z 2005 roku w opowieści siostry Vigilante jest wzmianka o Toporniku.
Piosenka amerykańskiego zespołu prog-rockowego One Ton Project z 2007 roku pt. "Deathjazz" przywołuje historię Topornika.
Zdanie z listu Topornika do The Times-Picayune pojawia się na początku piosenki Fili Brazillii pt. "Tunstall and Californian Haddock".
Książka specjalisty od historycznych osobliwości, tajemnic i zapomnianych ludzi Kevena McQueena, wydana w 2011 roku, a nosząca tytuł The Axman Came From Hell and Other Southern True Crime Stories, traktuje o Toporniku.
W 3 sezonie serialu American Horror Story występuje postać wzorowana na Toporniku z Nowego Orleanu nazwana The Axeman, którego gra Danny Huston.
W 2  sezonie serialu Riverdale na początku odcinka 4 (The Town That Dreaded Sundown) wymieniona jest postać Topornika, jako seryjnego zabójcy z Nowego Orleanu.